# Claus von Bülow
Claus von Bülow (født Claus Cecil Borberg 11. august 1926 i København, død 25. maj 2019 i London) var en britisk person med danske og tyske forældre. Han var tiltalt for forsøg på drab på sin daværende ægtefælle Sunny von Bülow (født Martha Sharp Crawford, 1931-2008) ved at give hende en overdosis insulin i 1980. Han blev i første omgang kendt skyldig i drab, men blev i efterfølgende retssager frikendt.
Claus von Bülow var søn af den danske forfatter Svend Borberg. Moderen Jonna var af en gammel dansk-tysk adelsslægt Bülow, oprindeligt fra Mecklenburg i Tyskland, og datter af tidligere justitsminister Frits Bülow. Faderen Svend Borberg blev efter krigen anset for værnemager, hvorfor Claus von Bülow valgte sin moders efternavn.
Von Bülow fik eksamen fra Trinity College i Cambridge i England og arbejdede som personlig assistent for J. Paul Getty efter at have læst jura i London i 1950'erne. Von Bülow fortsatte med at arbejde for Getty indtil 1968 og arbejdede herefter som konsulent i olieindustrien. Den 6. juni 1966 blev han gift med Martha Sharp (″Sunny″) Crawford, der tidligere havde været gift med fyrst Alfred Auersperg (1936–1992). Sunny havde en søn og en datter fra dette ægteskab og fik med Claus von Bülow i 1967 datteren Cosima Iona von Bülow.
Retssagerne i 1980'erne vedrørende påstået drabsforsøg på hustruen opnåede betydelig mediedækning. Dramaet blev filmatiseret i Frikendt? (originaltitel Reversal of Fortune) med stjerneskuespillerne Glenn Close og Jeremy Irons i hovedrollerne som Sunny og Claus von Bülow.

## Eksterne links
- CrimeLibrary.com — The Claus von Bülow Case Arkiveret 18. juni 2004 hos  Wayback Machine
- Harvard Law School Forum — Von Bülow Recounts Trial Experiences